# Seo Taiji and Boys
Seo Taiji and Boys (서태지와 아이들) is een Zuid-Koreaanse boyband. In 1992 vormde Seo Taiji de groep, samen met twee andere artiesten. Een daarvan was Hyunsuk Yang, de oprichter en huidige CEO van YG Entertainment. Seo Taiji and Boys was de eerste groep die moderne dansmuziek maakte in Korea. Ze zongen over problemen in Zuid-Korea waar andere artiesten veelal niet over zongen en kregen mede hierdoor veel populariteit.

## Geschiedenis
Na het uiteenvallen van zijn groep Sinawe in 1991 besloot Seo Taiji een andere weg op te gaan. Hij vormde de dansgroep Seo Taiji and Boys (서태지와 아이들) met dansers Lee Juno en Yang Hyunsuk. Seo Taiji hoorde midi-technologie voor de eerste keer in Zuid-Korea in de vroege jaren 90 en begon te experimenteren met verschillende midigeluiden om een nieuw soort muziek te creëren. Hij wilde iets maken dat het publiek nog nooit had gehoord. Hij had aanvankelijk geen plannen om te debuteren als een dance-/popgroep en Seo Taiji and Boys' mainstreamsucces kwam dan ook als een verrassing.

### 1992: Nan Arayo (I Know)
De introductie van het eerste album leidde tot een verschuiving van de focus van de populaire Koreaanse muziek. Hun eerste single, "Nan Arayo" (I Know), was een zeer succesvolle hit en was de eerste in zijn soort in Koreaanse pop. De beats, geïnspireerd door New Jack Swing, en vrolijke rapteksten en catchy refreinen namen Koreaanse publiek mee als een wervelwind. Het stond voor een recordbrekende 17 weken op nummer een op de hitlijsten. Dit record is verbroken door BIG BANG met het door G-DRAGON gemaakte lied Lies, dat 18 weken op nummer een stond.

### 1993: Hayeoga
Het tweede album nam een andere wending. Hoewel het album vooral een dansalbum bleef, werden er bij de nummers ook elementen van rock en heavy metal toegevoegd.

### 1994: Balhaereul Ggumggumyeo (Dreaming of Balhae)
Het derde album bevatte veel heavymetal en rock. De dansbare nummers zijn bijna onbestaand op dit album, behalve het nummer Barhaereul Ggumggumyeo (Droomend over Balhae), een alternatieverocksong, die een hoop op hereniging van Korea aangeeft. In plaats daarvan stonden liederen zoals de zeer omstreden Gyosil Idea (Klassenidee), met een deathgruntbackvocal door Ahn Heung chan van de groep Crash, centraal. Het lied Gyosil Idea was kritisch over het Koreaanse onderwijssysteem en de hersenspoeling van de jeugd van Korea. Dit was de eerste van de verscheidene controverses met betrekking tot Seo Taiji and Boys. Ze werden beschuldigd van het verstoppen van Satanistische berichten in hun liedjes, berichten die alleen te horen zouden zijn bij het achteruit afspelen van de muziek. Media berichtten later dat dit gebaseerd was op valse bewijzen.

### 1995: Come Back Home
Seo Taiji en Boys vierde album explodeerde met meer nog controversiële liedjes. "Come Back Home" was een uitstapje in Koreaanse gangstarap. Veel weggelopen tieners in Zuid-Korea werden door dit nummer zo ontroerd dat ze terug naar hun huis besloten te gaan. Het nummer Shidaeyugam (Spijt van de tijden) werd bijna verboden door de Koreaanse staat voor het hebben van teksten die ongepast werden beschouwd voor de jeugdigen. De reactie hierop van de fans was enorm, en het systeem van censuur werd afgeschaft in juli 1996, deels als gevolg van de reactie op dit lied.

### 1996: Pensioen
Seo Taiji and Boys trok zich terug uit Zuid-Korea's popscene in januari 1996, tijdens hun hoogtijdagen. Hun aankondiging om te stoppen was een enorme teleurstelling voor miljoenen fans in Korea. Seotaiji ging op weg naar de Verenigde Staten, terwijl Lee Juno en Yang Hyunsuk hun eigen platenmaatschappijen. Yang Hyunsuk was hierin zeer succesvol, hij maakte van zijn YG Entertainment een groot bedrijf. Seo Taiji and Boys brachten als laatste hun Goodbye Best Album, dat het enige compilatiealbum van Seo Taiji and Boys is. In het boekje bij het album staat geschreven: Yes, it's not over, our love will continue as '&’, not the 'End’.

## Leden
- Seo Taiji
- Yang Hyun-suk
- Lee Juno

## Discografie
- Seo Taiji & Boys (1992)
- Seotaiji and Boys II (1993)
- Seotaiji and Boys III (1994)
- Seotaiji and Boys IV (1995)

### Live releases
- Taiji Boys '95 다른 하늘이 열리고(Farewall to sky) (1995)
- Seotaiji and Boys '93 마지막축제(Last Festival) (1994)
- Taiji Boys Live & Techno Mix (1992)

### Singles & Etc.
- Seotaiji and Boys Goodbye Best Album (1996)
- Sidae-Yoogam[시대유감-時代遺憾 Regret of the Times] (1996)